# Scrapheap Challenge
Scrapheap Challenge (Les Guerriers de la récup sur Discovery et Mécano Challenge sur Planète No Limit) est une émission présentée sur Channel 4 en Grande-Bretagne par Robert Llewellyn, Cathy Rogers et Lisa Rogers. Cette émission a été reprise aux États-Unis où elle est connue sous le nom de Junkyard Wars et est présentée par Bobbi Sue Luther et Rossi Morreale sur la Discovery Channel (précédemment sur TLC).

## Principes
- En Grande-Bretagne : deux équipes s'affrontent, chacune de 4 membres, dont 3 permanents et un expert. Ce dernier connait un domaine proche du but fixé par la mission (par exemple : Construire un camion de pompier, etc.). Bien sûr, chaque participant a des connaissances en ce qui concerne la mécanique, la soudure, ...

- Aux États-Unis : deux équipes s'affrontent, chacune de 4 membres, dont 1 permanent: le chef d'équipe. Ce dernier connait la "mission" qu'ils auront (par exemple : Les équipes doivent construire un véhicule capable de se déplacer à l'aveugle, etc.). Bien sûr, chaque participant à des connaissances en ce qui concerne la mécanique, ...

Dans les deux versions, l'émission se déroule en deux temps. Le premier temps consiste en la construction (ils ont 10 heures) et le second à l'application.
1. Tout commence dans une casse où les chefs d'équipe choisissent chacun leurs quatre autres équipiers. Puis chaque équipe se rend dans son atelier où le chef leur donne la "mission" et le projet qu'il a prévu pour l'accomplir. Ensuite chaque équipe s'élance dans une casse où ils vont chercher les éléments nécessaires à la construction d'un véhicule, d'un bateau, etc. Provenant d'une casse ces engins ne sont pas forcément en état de marche, il faut donc les rénover ; de plus, une bonne partie du jeu consiste en l'utilisation de pièces détachées qui serviront à construire soit une boussole soit un appareil permettant de mesurer la progression d'un véhicule, ... tout dépend de la mission. 
Au bout des 10 heures, le rendez-vous est donné pour le lendemain sur le "champ de bataille".
2. Le lendemain les équipes se trouvent sur leur "champ de bataille". C'est sur ce terrain qu'elles s'affronteront pour savoir laquelle a construit l'engin le plus approprié, laquelle a été la plus inventive pour réussir la mission, compenser un handicap (visibilité, etc.).